# جاویتو مارتینلی
جاویتو مارتینلی (ایتالیایی: Gianvito Martinelli؛ زادهٔ ۲۳ مهٔ ۱۹۶۹) دوچرخه‌سوار اهل ایتالیا است.